# Olivehurst
Olivehurst – jednostka osadnicza w Stanach Zjednoczonych, w stanie Kalifornia, w hrabstwie Yuba.